# Fartygsmaskin

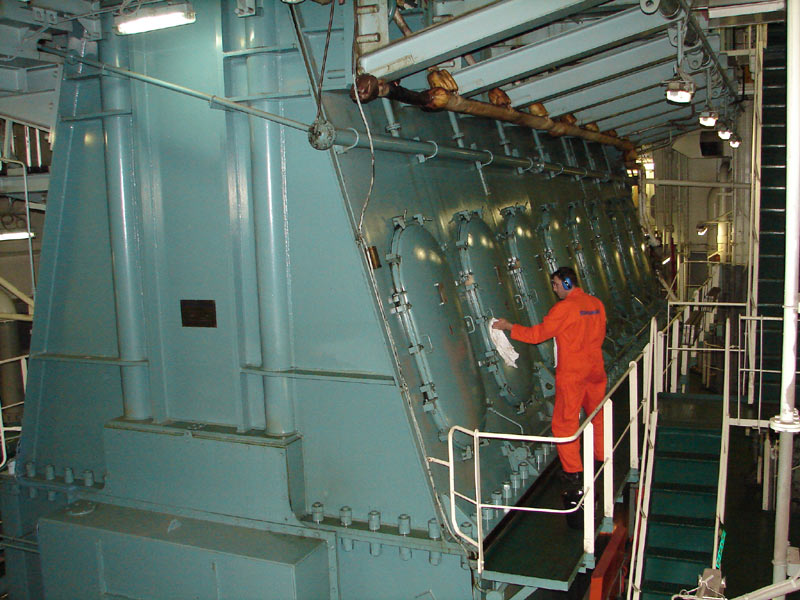
Mittendelen av huvudmaskinen i ett VLCC-fartyg. Motorn är en åttacylindrig tvåtakts dieselmotor med effekten 25 800 kW.

En fartygsmaskin är ett fartygs mekaniska framdrivningsanordning. Idag är det vanligen en eller flera tjockoljemotorer. De konstrueras 2006 i storlekar upp till cirka 80 000 kW (109 000 hk). Ofta är maskineriet uppdelat på flera maskiner på grund av brist på utrymme, behov av två propellrar för manövrering eller den ökade driftsäkerheten med flera oberoende motorer som var för sig kan driva fartyget.

## Typer
De vanligaste typerna av fartygsmaskiner:

### Ångturbinsmaskin
Ett ångturbinsmaskineri består i princip av en ångturbin som drivs av ånga från en ångpanna. Den är vanligen oljeeldad. Fram till 1970-talet hade ångturbinen sin storhetstid och installerades i de flesta supertankers som byggdes då. Tillräckligt stora fartygsdieslar fanns egentligen inte. Ångturbinerna hade en sämre bränsleekonomi jämfört med dieselmotorn, men lägre underhållskostnader.
Då oljepriset steg kraftigt under oljekriserna på 1970-talet blev ångturbinen olönsam och används i början av 2000-talet endast i vissa specialfartyg, som gastankfartyg där en del av lasten förgasas och eldas i fartygets ångpanna. Örlogsfartyg med kärnreaktor är naturligtvis ångturbindrivna.

### Gasturbinmaskin
Gasturbiner började utnyttjas för fartygsdrift i början av 1950-talet. Gasturbinen är kompakt och väger lite. Den har dock 40-50 procent högre specifik bränsleförbrukning än tvåtaktsdieslar. Bränslet kan vara bunkerolja av kvalitet MGO (marine gas oil). Gasturbinen utnyttjas främst i örlogsfartyg.

### Tvåtaktsdieselmaskin

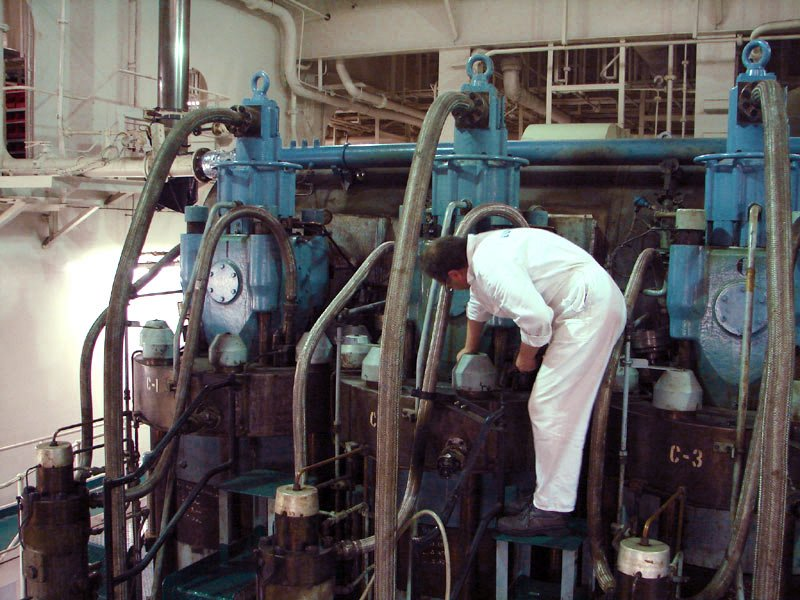
Topplock med bränsleventiler på en tvåtakts fartygsmaskin

Tvåtaktsmaskiner är det vanligast förekommande maskineriet i större fartyg. En dieselmotor med tvåtaktsdrift kännetecknas av hög verkningsgrad jämfört med andra maskintyper. Tvåtaktsmaskiner kan byggas utan ventiler, med enbart avgasventiler eller med både insugs- och avgasventiler, och har ofta turboladdning. Vanligen är större motorer av tvärstyckstyp med tvådelade vevstakar. Lämplig konstruktion avgörs av avvägningen mellan bland annat tillgängligt utrymme, bunkerekonomi och underhållsbehov. Tvåtaktsmaskiner byggs för effekter på upp till 80 000 kW vid varvtal mellan 70 och 120 varv/min. Motorer med så lågt varv kan driva propellern direkt utan någon nedväxling, och propelleraxeln är direkt ansluten till vevaxeln. För att backa fartyget används antingen propellrar med vridbara blad, eller så reverseras maskinen.

### Fyrtaktsdieselmaskin
En fyrtaktsmaskin har normalt fler cylindrar än en tvåtaktsmaskin för samma effekt. Den går på ett högre varvtal (400-800 varv/minut), är lättare, lägre och billigare. De används i mindre lastfartyg och passagerarfartyg. Det högre varvtalet gör att en reduktionsväxel normalt behövs för att erhålla ett lämpligt varvtal på propelleraxeln. Fyrtaktsmaskiner byggs för effekter på upp till 26 000 kW. Hjälpmaskiner för el och hydraulik ombord är uteslutande fyrtaktare.

## Installationer/arrangemang
För ett medelstort till stort handelsfartyg ligger det normala propellervarvtalet på 70 till 170 varv/min, beroende på aktuell propellerdiameter.För att maximera verkningsgraden ska en propeller med lågt varvtal, stor diameter och få blad användas. Praktiskt begränsas utformningen av fartygets djupgående och utformning samt materialets hållfasthet.
Det önskvärda propellervarvtalet kan erhållas, antingen med direktdrift från en lågvarvig tvåtaktsdiesel, eller från en eller flera fyrtaktsdieslar vilka driver axeln via en växel som reducerar varvtalet. 
Avgörande för detta val är en lång rad överväganden avseende bland annat tillgängligt utrymme för maskinen, tillåten maximal vikt för maskinen, redundanskrav, val av bränsle, möjligheter att rena avgaser och utnyttja restvärme i en avgaspanna. 
För generering av el används på större fartyg ofta både fristående dieseldrivna generatorer och en generator kopplad till huvudmotorn/propelleraxeln (axelgenerator). De fristående elverken används när huvudmotorn är stoppad, och vid drift av fartyget kopplas axelgeneratorn in och drar nytta av huvudmotorns bättre bränsleekonomi.
Utöver de ovanstående alternativen med mekanisk drift av propelleraxeln finns det även arrangemang för dieselelektrisk drift, där en eller flera dieslar (vanligen fyrtaktsdieslar) driver varsin generator som levererar ström till en eller flera elektriska propellermotorer. Ett sådant arrangemang medger ofta att man genom att variera antalet dieselgeneratorer i drift kan låta dessa arbeta i ett register med hög effektivitet och låg specifik bränsleförbrukning, trots varierande effektbehov.
Vid dieselelektrisk drift är det vanligt att man integrerar produktionen av elenergi för framdrivning och för övriga behov och på så sätt erhåller ett enhetligt maskineri, med de fördelar detta medför avseende reservdelslager och antalet nödvändiga bunkerkvaliteter ombord.

### Kombinationsmaskinerier
Med stigande bränslepriser har driftsekonomins betydelse ökat. Därför har så kallade kombinationsmaskinerier börjat installeras. Ett exempel på kombinationsmaskinerier är gasturbin-elektriskt maskineri. Gasturbinerna ger mekanisk energi men producerar även överskottsenergi i form av heta avgaser som utnyttjas för ångproduktion i en avgaspanna där ånga produceras. Ångan driver ångturbiner som ger ett krafttillskott till framdrivningen eller driver en generator för elproduktion. Arrangemanget är på frammarsch, främst i kryssningsfartyg då vibrationerna är betydligt lägre än för ett dieselmaskineri. Ångan kan också användas i flera hjälpsystem på fartyget, bland annat för att framställa dricksvatten från havsvatten.

## Tillverkare av fartygsmaskiner
- Isotta Fraschini
- Wärtsilä
- MaK
- MAN B&W Diesel